# Desa Mekarasih (administrativ by i Indonesien, lat -7,04, long 106,65)
Desa Mekarasih är en administrativ by i Indonesien.   Den ligger i provinsen Jawa Barat, i den västra delen av landet, 90 km söder om huvudstaden Jakarta.